# Bovine somatotropin

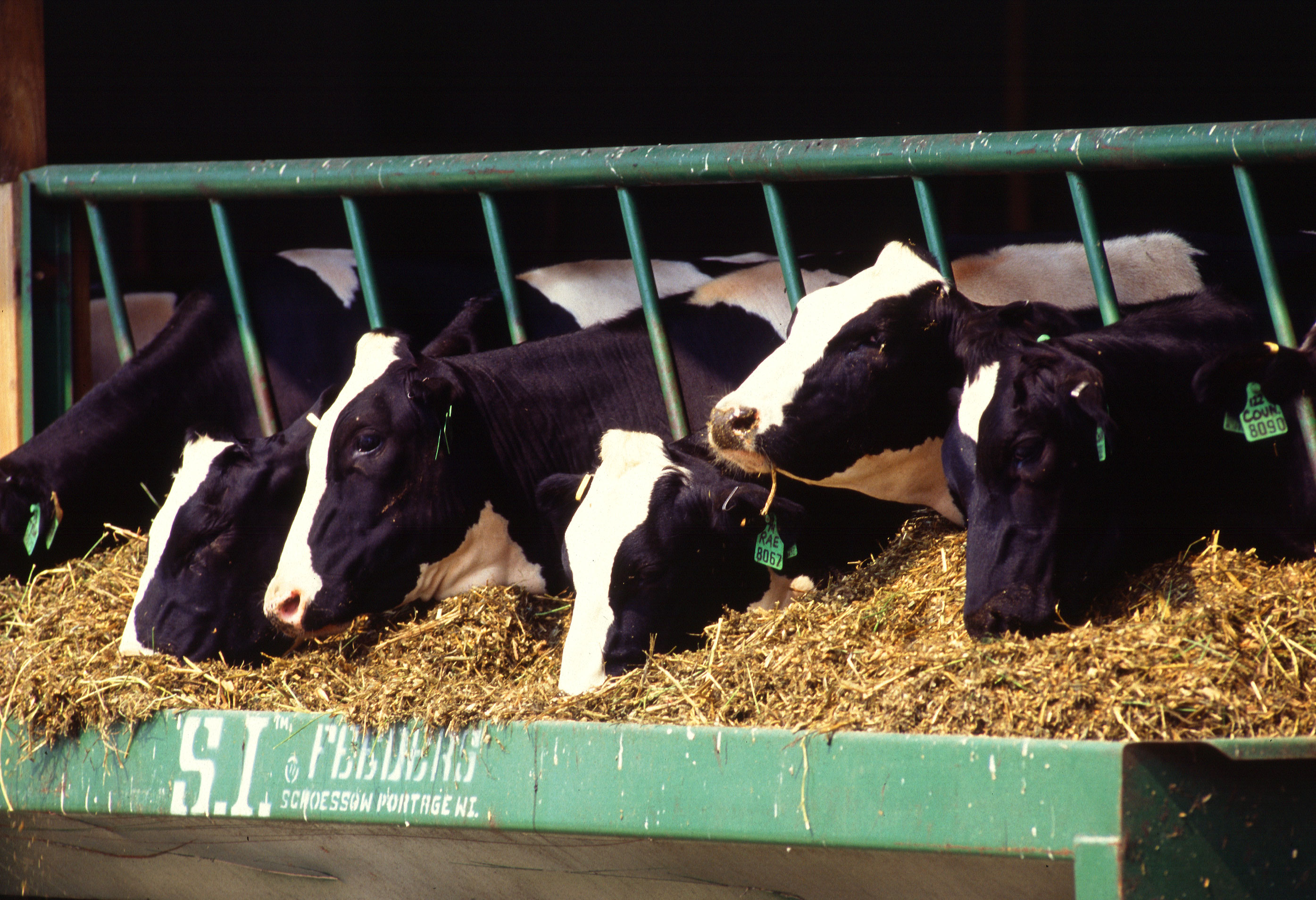
rBST là một sản phẩm chỉ được phép trong một số khu vực pháp lý nhất định và chủ yếu được trao cho bò sữa bằng cách tiêm để tăng sản lượng sữa.

Bovine somatotropin hoặc bovine somatotrophin (viết tắt là bST và BST), hoặc hoocmon tăng trưởng của bò (BGH), là một hormone peptide được sản xuất bởi tuyến yên của bò. Giống như các kích thích tố khác, nó được sản xuất với số lượng nhỏ và được sử dụng trong việc điều chỉnh các quá trình trao đổi chất. Sau khi công ty công nghệ sinh học Genentech phát hiện và cấp bằng sáng chế gen cho BST vào những năm 1970, người ta có thể tổng hợp các hormone sử dụng công nghệ DNA tái tổ hợp để tạo ra tái tổ hợp somatotropin bò (rBST), tái tổ hợp hoóc môn tăng trưởng ở bò (rBGH), hoặc tăng trưởng nhân tạo nội tiết tố. Bốn công ty dược phẩm lớn là Monsanto, American Cyanamid, Eli Lilly và Upjohn đã phát triển các sản phẩm rBST thương mại và đệ trình lên Cục Quản lý Thực phẩm và Dược phẩm Hoa Kỳ (FDA) để phê duyệt. Monsanto là công ty đầu tiên nhận được sự chấp thuận. Các quốc gia khác (Mexico, Brazil, Ấn Độ, Nga và ít nhất mười quốc gia khác) cũng chấp thuận rBST cho mục đích thương mại. Monsanto đã cấp phép bằng sáng chế của Genentech, và bán sản phẩm của họ là "Posilac". Vào tháng 10 năm 2008, Monsanto đã bán toàn bộ doanh nghiệp này cho Eli Lilly và Company với giá 300 đô la   triệu cộng với xem xét bổ sung.
rBST đã không được phép kể từ ít nhất 2000 trên thị trường Canada, hoặc kể từ năm 1990 tại Liên minh châu Âu (EU). Úc, New Zealand, Nhật Bản, Israel và Argentina cũng đã cấm sử dụng rBST.